# Dave Brailsford
Sir David John (Dave) Brailsford CBE (Shardlow, 29 februari 1964) is een Brits wielercoach. Sinds 2010 is hij algemeen manager van de Britse wielerploeg INEOS Grenadiers. Tussen 1997 en 2014 was hij performance director van British Cycling, de Britse wielerbond. Hij ontving in 2008 en 2012 de BBC Sports Personality of the Year Coach Award.

## De filosofie van marginale verbeteringen
Bij British Cycling stond Brailsford bekend om het concept van 'marginale verbeteringen': "Het hele principe kwam voort uit het idee dat als je alles afbreekt wat je maar kunt bedenken dat bij fietsen komt kijken, en het vervolgens met 1% verbetert, je een aanzienlijke toename krijgt als je ze allemaal bij elkaar optelt."